# オリンピックシンボル
オリンピックシンボル（英: Olympic symbols）は、オリンピック憲章に定義された結び合う5つの輪（オリンピック・リング）で構成されるシンボル。このシンボルにちなんで近代オリンピックを「五輪」（ごりん）と呼ぶことが多い。

## 定義
オリンピック・シンボルはオリンピック憲章第1章の8で定義されている。

### オリンピック・リング

オリンピックマーク

オリンピック憲章第1章の8にあるように「単色または5色の同じ大きさの結び合う5つの輪」をオリンピック・リングという。いわゆるオリンピックマーク、五輪マークである。
単色または五色（左から青・黄・黒・緑・赤）の輪を重ねて連結した形であり、ピエール・ド・クーベルタンが古代オリンピックの開催地の一つであるデルフォイの祭壇にあった休戦協定を中に刻んだ五輪の紋章に着想を得て製作し、1914年にIOC設立20周年記念式典で発表された。5つの輪は、ヨーロッパ、南北アメリカ、アフリカ、アジア、オセアニアの五大陸と、その相互の結合、連帯を意味しているが、どの色も特定の大陸を意味したものではない。クーベルタン自身が、この5色に地の色の白を加えた6色で世界のほとんどの国の国旗を描くことができるためであると書いている。

### オリンピック ・ エンブレム

輪の重なり（1964年東京大会）

オリンピック・エンブレムはオリンピック憲章第1章の11で定義されており「オリンピック・リングに他の固有の要素を結びつけた統合的なデザイン」をいう。
5つの輪の重なり方（上か下か）にも法則があるが、オリンピック・エンブレムに単色で使用する大会もあり、それを明確に表示しない場合もある（夏季では1976年モントリオールオリンピック・1980年モスクワオリンピック・2012年ロンドンオリンピックなど）。また、5輪の周りの白い輪郭の有無は大会により変わってくる。

### 法的保護
国際オリンピック委員会の許諾を得ない商業利用は、1981年に締結された「オリンピック・シンボルの保護に関するナイロビ条約」で禁止されている。条約以前には、オリンピック憲章がこのマークを国際オリンピック委員会の独占的所有物と規定していたが、一民間団体の宣言によって関係者以外の人を律することはできなかった。日本では1964年の東京オリンピックの際に、許可を得ない提灯の販売をめぐって訴訟があったが、日本オリンピック委員会が断念する形で終わった。
オリンピックに関連する商標は、国際オリンピック委員会（IOC）、各国の国内オリンピック委員会、各大会のオリンピック・パラリンピック競技大会組織委員会などが保有している。そのため第三者がその登録商標と同一または類似する商標を、同一または類似する指定商品・役務に、商標として使用すると商標権侵害となる。
また、これに類似する表示の使用も国内法で規制されている場合がある。日本では未登録商標でも類似の表示の使用が不正競争防止法2条1項1号違反になる場合があり、オリンピック関連の標章は経済産業省令で指定されているため、これらの標章と類似する標章を商標として使用することも禁じられている（不正競争防止法17条）。このほかオリンピック開催国では公式スポンサーではない者が公式スポンサーのような印象を消費者に与えるアンブッシュマーケティング（実際はスポンサー契約を結んでいないにもかかわらず、そのように誤認されるような広告、表示を行うこと）を規制する法律が開催前に制定されるのが一般的になっている。

## オリンピック旗
オリンピック憲章第1章の9で定義されており「オリンピック旗は白地で縁なしとする。中央には5色のオリンピック・シンボルを配置する。」と決められている。

### 特別旗
初めて旗が掲揚されたのは1920年のアントワープオリンピックからで、この大会からはオリンピック宣誓が行われた。開閉会式にスタジアムに掲揚・降納される旗は大会ごとに作製される。これとは別に、開催都市が引き継ぐ特別旗がある。特別旗はオリンピック開催都市の役所に保管され、そのオリンピックの閉会式で開催都市の首長からIOC会長に返還され、次回オリンピック開催都市の首長に引き継がれる。このことをフラッグハンドオーバーセレモニー（アントワープセレモニー、オリンピック旗授受）と呼ぶ。

#### アントワープ旗（夏季大会）
アントワープ市から寄贈されたアントワープ旗は、1980年モスクワオリンピックまで夏季オリンピック特別旗として使用され、開催都市に引き継がれていた。旗竿には青・黄・黒・緑・赤・白の6色のリボンで結ばれている。現在はオリンピック博物館に展示されている。モスクワオリンピック時には、開催国であるソ連のアフガニスタン侵攻に抗議するため、アメリカが大会参加をボイコットした事で、次期1984年ロサンゼルスオリンピック開催都市のロサンゼルス市の市長も閉会式を欠席したためにアントワープ旗が引き継がれず、おのずと役割を終える事となった。このため、同オリンピックの閉会式でのアントワープ旗はIOCが制作したレプリカが用いられた。

#### ソウル旗（夏季大会）
アントワープ旗の後継としてソウル特別市から寄贈されたソウル旗は1988年ソウルオリンピックから2016年リオデジャネイロオリンピックまで特別旗として使用され、開催都市に引き継がれていた。旗竿の6色のリボンなど、仕様はアントワープ旗と同じであった。

#### リオデジャネイロ旗（夏季大会）
現在の夏季オリンピック特別旗。ソウル旗はリオデジャネイロオリンピックで特別旗としての役割を終え、同オリンピックの閉会式でリオデジャネイロ市から新たな特別旗としてリオデジャネイロ旗が寄贈され、次期2020年東京オリンピック開催都市の東京都に渡された。リオデジャネイロ旗はソウル旗よりも若干小さく、五輪マークが旗の面積に比して大きいが、旗竿のリボンはアントワープ・ソウル両旗と同じである。なお、東京都はリオデジャネイロ旗を引き渡された後に、大会を盛り上げるため、IOCの了承を受けてリオデジャネイロ旗のレプリカを制作して、日本国内と都内全区市町村を巡回展示する「フラッグツアー」を実施した。
現在の保管場所：
アメリカ・ロサンゼルス（ロサンゼルス市庁舎）
第34回オリンピック競技大会開催都市

#### オスロ旗（冬季大会）
オスロ市から寄付されたオスロ旗は1952年オスロオリンピックから2018年平昌オリンピックまで冬季オリンピック特別旗として使用され、開催都市に引き継がれていた。ただし、直近の大会ではオスロ旗本体は箱に入れられて保管され、実際に閉会式のセレモニーで使用されたのはオスロ旗のレプリカであった。表裏ともに同じオリンピックマークがついており、夏季オリンピック特別旗とは違い、旗竿のリボンが無い。

#### 平昌旗（冬季大会）
現在の冬季オリンピック特別旗。オスロ旗は平昌オリンピックで特別旗としての役割を終え、同オリンピックの閉会式で平昌郡から新たな特別旗として平昌旗が寄贈され、次期2022年北京オリンピック開催都市の北京市に渡された。仕様はオスロ旗と同じである。
現在の保管場所：
イタリア・ミラノ市/コルティナ・ダンペッツォ市（ミラノ市庁舎）
第25回冬季オリンピック競技大会開催都市

### 国旗の代わりとしての利用
オリンピック旗は、開会式・閉会式での入場行進やメダル授与の際に国旗の代わりとして利用されることがある。この場合、国歌の代わりとしてオリンピック賛歌が用いられる。国内オリンピック委員会が未設立、もしくは国際オリンピック委員会の制裁下にある場合がほとんどである。
| 対象大会                            | 該当国                             | 選手団名                     | 備考                                                                                                 |
| ----------------------------------- | ---------------------------------- | ---------------------------- | --- |
| 1980 モスクワ                       | 西側諸国・スイス                   | 各国の選手団                 | 開催国ソ連によるアフガニスタン侵攻への抗議として、国として派遣したのではないという形を示すため。     |
| 1992 アルベールビル 1992 バルセロナ | 旧ソビエト連邦                     | EUN                          | 新独立国のオリンピック委員会が未承認のため。                                                         |
| 1992 バルセロナ                     | ユーゴスラビア・マケドニア         | 独立参加選手団               | ユーゴスラビア紛争への制裁。                                                                         |
| 2000 シドニー                       | 東ティモール                       | 個人参加選手団               | 独立前でオリンピック委員会未設立のため。                                                             |
| 2012 ロンドン                       | 旧オランダ領アンティル・南スーダン | 独立参加選手団               | オランダ領アンティルは自治領が解体されたため。南スーダンは独立直後でオリンピック委員会未設立のため。 |
| 2014 ソチ                           | インド                             | 独立参加選手団               | 政府によるオリンピック委員会への干渉に対する制裁。大会期間中に資格停止が解除。                       |
| 2016 リオデジャネイロ               | クウェート                         | 独立参加選手団               | 政府によるオリンピック委員会への干渉に対する制裁。                                                   |
| 2016 リオデジャネイロ               | 難民選手団                         | 難民選手団                   | アフリカ諸国とシリアからの難民による選手団。                                                         |
| 2018 平昌                           | ロシア                             | ロシアからのオリンピック選手 | ドーピング問題での制裁。                                                                             |
| 2020 東京                           | 難民選手団                         | 難民選手団                   | アフリカ諸国・中東とベネズエラからの難民による選手団。                                               |
| 2024 パリ                           | グアテマラ                         | グアテマラ選手団             | 国内の法的紛争を解決できてないことに対する制裁。大会前に資格停止が暫定的に解除。                     |
| 2024 パリ                           | ロシア・ベラルーシ                 | 中立オリンピック選手         | ロシア連邦軍によるウクライナ侵攻への制裁。                                                           |
| 2024 パリ                           | 難民選手団                         |                              | |